# St. Lawrence Island
St. Lawrence Island (centralsibirisk yupik: Sivuqaq) er en ø, der ligger vest for Alaska i Beringshavet, umiddelbart syd for Beringstrædet. Landsbyen Gambell, der ligger i den nordvestlige ende af øen er 58 km fra Tjuktjerhalvøen i Russisk fjernøsten. Øen er en del af Alaska, men ligger tættere på Rusland end på fastlandet i Alaska. Man mener at St. Lawrence Island er en af de sidste dele af landbroen, som stadig er oven vande, der tidligere har forbundet Asien og Nordamerika i den pleistocæne epoke. Den har et areal på 4.640,1 km2, og det er dermed den sjettestørste ø i USA og den 113. største ø i verden. Den har en del af Den betragtes som værende en del af Beringhavets vulkanske provins. I 2010 boede der 1.352 mennesker på øen, der er fordelt mellem Gambell og Savoonga, der er øens eneste befolkede steder.
Øen blev kaldt Sivuqaq yupik, der boede der. Den blev besøgt af den danske opdagelsesrejsende Vitus Bering på Skt. Laurentius' dag (St. Lawrence's Day) den 10. august 10, 1728, og blev navngivet efter denne dag. Øen er det første sted i Alaska, som man ved er blevet besøgt af europæiske opdagelsesrejsende.
Der boede omkring 4.000 centralalaskanske yupik og siberiske yupik fordelt i flere små landsbyer på øen i midten af 1800-tallet. De levede af at jage hvalrosser og hvaler og af at fiske. Under hungersnøden i 1878–1880 sultede mange ihjel og mange andre valgte at forlade øen, hvilket reducerede befolkningstallet kraftigt. Da USAs myndigheder besøgte øen i 1880 blev det estimeret at ud af de 700 beboere var de 500 døde af sult. På dette tidspunkt pegede man skylden over på handelsfolk, der havde givet øen alkohol, hvilket fik folk til at "forsømmelse af deres sædvanlige forsyning af proviant. I 1900 indførte man rensdyr i et forsøg på et styrke økonomien. I 1917 var bestanden steget til omkring 10.000, men den er siden faldet en del.

## Galleri
- Gambell i 2017.
- Den tidligere Northeast Cape Air Force Station.
- En hvalros der trækker vejret igennem isen på St. Lawrence Island
- Fugl på øen.
- Luftfoto af St. Lawrence Island.